# فلافيو كابرال
فلافيو كابرال (بالإنجليزية: Flávio Cabral)‏ هو فنان أمريكي، ولد في 1918، وتوفي في 1990.